# Жбики (Плешевський повіт)
Жбики (пол. Żbiki) — село в Польщі, у гміні Чермін Плешевського повіту Великопольського воєводства.
Населення — 217 осіб (2011).
У 1975-1998 роках село належало до Каліського воєводства.

## Демографія
Демографічна структура станом на 31 березня 2011 року:
|          | Загалом | Допрацездатний вік | Працездатний вік | Постпрацездатний вік |
| -------- | ------- | ------------------ | ---------------- | -------------------- |
| Чоловіки | 116     | 24                 | 83               | 9                    |
| Жінки    | 101     | 17                 | 56               | 28                   |
| Разом    | 217     | 41                 | 139              | 37                   |